# 複素多様体
微分幾何学で複素多様体（ふくそたようたい、英: complex manifold）とは、多様体上の各点の開近傍が、{\displaystyle \mathbb {C} ^{n}} の中の単位開円板への正則な座標変換を持つ多様体のことを言う。座標変換が正則である場合には、{\displaystyle \mathbb {C} ^{n}}の中で、コーシー・リーマンの方程式の制約を受ける。
複素多様体という単語は、上の意味での複素多様体のほか、概複素多様体を意味するものとしても使われる(区別が必要なときは、前者を可積分複素多様体と呼ぶ)。

## 複素多様体の意味
正則函数は実数の上での滑らかな函数よりも強い条件を満たすから、微分可能多様体の理論と複素多様体の理論とでは大きな違いがある。また、コンパクトな複素多様体は、微分可能多様体よりも代数多様体に非常に近い多様体である。
例えば、ホイットニーの埋め込み定理により、すべての n-次元微分可能多様体は {\displaystyle \mathbb {R} ^{2n}} の中へ微分可能部分多様体として埋め込まれるが、複素多様体がCn の中へ正則に埋め込まれるようなことは『まれ』である。例えば、コンパクトな連結多様体 M を考えてみると、M 上の任意の正則函数は、リウヴィルの定理により局所定数となる。ここで、もしも Cn の中への M の正則な埋め込みがあったとすると、Cn の座標函数は M の上の定数ではない正則函数に限定されてしまう。これは、M が一点の場合を除き、コンパクト性と矛盾する。Cn へ埋め込むことができる複素多様体のことをシュタイン多様体と言い、たとえば微分可能な複素アフィン代数多様体などを含む、非常に特別な多様体のクラスとなる。
複素多様体の分類は、微分可能多様体の分類よりも微妙である。例えば、次元が4以外では、与えられた位相多様体は高々有限個の微分可能構造を持つのに対して、複素構造を持った位相多様体は非可算個の複素構造を持つことができる場合もよくある。リーマン面は複素構造を持った2次元の多様体のことを言い、種数で分類され、この現象の重要な例となる。与えられた向きづけ可能な曲面上の複素構造の集合は、双正則同値を同一視して、モジュライ空間と呼ばれる複素代数多様体を形成する。この構造は現在、活発に研究されている領域である。
座標変換は双正則であるので、複素多様体は微分可能であり、標準的に向きづけられている（複素多様体であれば、向き付け可能である：Cn （の部分集合）への双正則写像は、向きづけを保存する。)

## 複素多様体の例
- リーマン面
- 2つの複素多様体のデカルト積
- 正則写像の任意の臨界値でない値の逆像

### 滑らかな複素多様体
滑らかな複素代数多様体は複素多様体で、次のような例がある：
- 複素ベクトル空間
- 複素射影空間[注釈 4] Pn (C)
- 複素グラスマン多様体（英語版）
- {\displaystyle {\rm {GL}}(n,\mathbb {C} )} や {\displaystyle {\rm {Sp}}(n,\mathbb {C} )} といった複素リー群

同様に、これらの四元数の類似物も、また複素多様体となる。

### 単連結
単連結な1次元複素多様体は以下の何れかに同型である：
- Δ, C の中の単位円板
- C, 複素平面
- {\displaystyle {\widehat {\mathbb {C} }}}, リーマン球面

注意することは、これらの間には、Δ ⊆ C ⊆ {\displaystyle {\widehat {\mathbb {C} }}}の包含関係があるが、リウヴィルの定理により、逆向きの写像は定数写像以外は存在しない。

## ディスク vs. 空間 vs. 多重ディスク
次に挙げる空間は可微分多様体としては同型であるが、複素多様体としては異なっている。このことは、可微分多様体の場合と比較して、複素多様体が幾何学的に硬い(リジッドである)という特徴を持つことを示している:
- 複素空間 Cn
- 単位円板、もしくは開球体

{\displaystyle \left\{z\in \mathbf {C} ^{n}\ :\ \|z\|<1\right\}}
- 多重ディスク（英語版）

{\displaystyle \left\{z=(z_{1},z_{2},\dots ,z_{n})\in \mathbf {C} ^{n}\ :\ \vert z_{i}\vert <1,{\mbox{ for all }}i=1,\dots ,n\right\}}

## 概複素多様体
実多様体である概複素多様体は、GLn(C)-構造を持ってる（G-構造の意味で）。 つまり、接バンドルが線形複素構造を持っている。
具体的には、これは二乗が −I となるような接バンドルの自己準同型である；この自己準同型は、複素数 i を賭けることに類似していて、J で表します（単位行列の I との混乱を避けるため）。概複素多様体は必然的に偶数次元である。
概複素構造は、複素構造よりも弱く、任意の複素構造は概複素構造であるが、すべての概複素構造が複素構造から発生するわけではない。注意すべきは、すべての偶数次元の実多様体は局所座標により定義される概複素構造を持っていることで、問題はこの複素構造が大域的に定義できるかどうかである。大域的に定義できた複素構造から自動的にでてくる概複素構造のことを可積分であると言い、また概複素構造と区別して複素構造を特定したい時は、可積分 な複素構造と言う。可積分な複素構造に対して、ナイエンハンステンソル(Nijenhuis tensor)がゼロになる。ナイエンハンステンソルは、ベクトル場のペア X,Y の上で下記の関係式により定義される。
{\displaystyle N_{J}(X,Y)=[X,Y]+J[JX,Y]+J[X,JY]-[JX,JY]}
例えば、6次元球面 S6 は、8元数の単位球面における i の直交補空間であるという事実から出てくる自然な概複素構造を持っている。しかしこれは複素構造ではない（現在、6次元球面は複素構造を持っているか否か分かっていない)。 一般に、概複素構造を使い、正則写像の意味づけをすることは可能で、多様体上の正則座標の存在するかと問うことは可能である。正則座標が存在することと、多様体が（座標が定義するような）複素多様体であるという事と同値である。
接バンドルと複素数のテンソル積をとると、複素化された 接バンドルを得て、その上では複素数との積が意味を持つ。このことは、単に実多様体から始めた場合でさえ、複素化された接バンドルを得ることは可能である。概複素多様体の固有値は ±i で、固有空間は部分バンドルを形成し、T 0, 1M および T 1, 0M と書く。ニューランダー-ニーレンバーグの定理は、概複素構造がその部分バンドルが対合的（involutive）、つまりベクトル場のリーブラケットの下に閉じている時は、複素多様体となることを言っている。この概複素多様体のことを可積分であると言う。

## ケーラー多様体とカラビ-ヤウ多様体
複素多様体に対してリーマン計量の類似物を定義できて、エルミート計量と呼ぶ。リーマン計量のように、エルミート計量は滑らかな微分可能な変形を持ち、接空間の上で正定値な内積である。各々の点での接空間上では、複素構造の観点から、エルミートである。リーマン多様体の場合と同じく、そのような計量はいつでも複素多様体上には十分多く存在している。もしそのような計量が、シンプレクティック構造の場合、つまり、閉じた非退化な場合には、計量はケーラーと呼ばれる。ケーラー構造はより非常に難しい条件となる。
ケーラー多様体の例としては、微分可能な射影多様体や、ケーラー多様体の任意の複素部分多様体がある。ホップ多様体(Hopf manifold)はケーラー多様体ではない複素多様体の例である。ホップ多様体を構成するためには、複素ベクトル空間から原点を取り去り、この空間に対して exp(n) をかける整数の群の作用を考える。商は第一ベッチ数が 1 の複素多様体で、従ってホッジ理論よりケーラー多様体ではあり得ないことが分かる。
カラビ-ヤウ多様体は、リッチ平坦なコンパクトケーラー多様体として、あるいは同値なことであるが、第一チャーン類がゼロとなるようなコンパクトケーラー多様体として定義される。